# 小田崇之
小田 崇之（おだ たかゆき、1981年4月23日 - ）は、大分放送 (OBS) のアナウンサー。

## 来歴
大分県大分市出身。大分県立大分豊府高等学校、大分大学卒業。高校在学時にはサッカー部で活動。ポジションはゴールキーパー。大分県ベスト4にまで進出したが、準決勝でのPK戦で敗れた。
大学を卒業後、2006年に大分放送に入社。山口放送 (KRY) から移籍してきた石川正史（津久見市長）とともに同局のアナウンサーになる。

## 人物
血液型B型。身長181cm、体重68.9kg、体脂肪率14.7%。
愛称は「小田くん」「おっくん（主に幼馴染）」「ピーヤ」。「ピーヤ」は、番組の企画でアシスタントの女の子達があだ名をつけることになり、当時番組に出演していた衛藤美彩が語尾に「ピーヤ」をつけることが流行っていたことにより、「たかピーヤ」と言ったことから。
趣味：貯金・母との旅行・サッカー・筋トレ・スポーツショップ&電気屋さん巡り 
自負している通り、アナウンサー日記（ブログ）を一番多く更新している。
『Chocoっと』のディレクターでもあるフレンチ河野曰く、「仕込みの天才」であり「文章力が高い」とのこと。

## 担当番組

### テレビ番組
- かぼすタイム - 中継リポーター[7]
- Chocoっと[1]
- おはようナイスキャッチ
- スポーツ中継（スカパー！で放送されるサッカー・大分トリニータ戦中継[8]）
- ぱん☆どら[9]
- 旬感!3ch

### ラジオ番組
- まんでいジュークボックス[10] - 「ハイスクールラジオ」のコーナーも兼務[1]
- 日曜アナラジ
- OBSラジオ図書館[11]
- 神戸輝夫のアジア紀行[11]
- おはなしの森[3]
- 大分偉人伝[12]
- ごごらくワイド
- ベル★バン!![13]
- BINGO
- スタート！
- スポーツ中継（高校野球中継など[8]）
- 大分市からのおしらせ[8]
- とりまラジオ[9]
- とりま日曜のお昼に中高生の声を届けるラジオ[9]
- くらしのたより[14]
- 情熱ライブ!Voice
- BUNDAIラジオ
- 夕暮れだより
- 土イチ de much-on![15]
- 局名告知（オープニング、クロージングともに担当）

## 他局出演番組
- JADDO（宮崎放送） - 特別出演